# Vincenzo Candela
Vincenzo Candela (Bogotá, Colombia; 28 de septiembre de 1994) es un futbolista colombiano de ascendencia italiana. Juega como mediocampista en el Boden BK de la Primera División de Suecia.

## Trayectoria

### Inicios
Nació en Bogotá aunque también tiene la nacionalidad italiana de ascendencia; fue apodado Vincenzo, se fue de Colombia a la edad de 6 años para Estados Unidos donde estuvo hasta los 16 años cuando se marcha para Portugal para empezar su carrera deportiva.

### Carrera en Europa
En Portugal debuta con el Real donde está una temporada, pasando al fútbol alemán jugando en el Alemannia Aachen II de la segunda división. Tras jugar una temporada es traspasado al Eupen de Bélgica donde una lesión lo sacaría de las canchas durante 8 meses.

### Atlético Huila
Luego de varios años en el fútbol europeo llegó al Atlético Huila a principios de 2016.
Debutó en la Copa Colombia en el empate 2-2 frente al Deportes Tolima en el Estadio Guillermo Plazas Alcid de Neiva de la mano de José Fernando Santa el 2 de marzo de 2016.

## Clubes
| Club               | País           | Año           |
| ------------------ | -------------- | ------------- |
| Real               | Portugal       | 2012-2013     |
| Aachen ll          | Alemania       | 2013-2014     |
| Eupen              | Bélgica        | 2014-2015     |
| Atlético Huila     | Colombia       | 2016          |
| Llaneros           | Colombia       | 2017          |
| Charleston Battery | Estados Unidos | 2018-2019     |
| New York Cosmos    | Estados Unidos | 2020          |
| Tormenta           | Estados Unidos | 2021          |
| Richmond Kickers   | Estados Unidos | 2022          |
| Detroit City       | Estados Unidos | 2023          |
| Boden BK           | Suecia         | 2023-Presente |